# Hemithiscia taeniatifrons
Hemithiscia taeniatifrons är en insektsart som beskrevs av Schmidt 1912. Hemithiscia taeniatifrons ingår i släktet Hemithiscia och familjen Acanaloniidae. Inga underarter finns listade i Catalogue of Life.